# Tank Girl
Tank Girl (en español, Chica tanque) es una serie de cómic creada en 1988 por el equipo de creadores británicos: el guionista Alan Martin y el dibujante Jamie Hewlett. Además de Hewlett, ha sido dibujada por Philip Bond, Glyn Dillon, Ashley Wood, Jim Mahfood, Rufus Dayglo, Andy Pritchett y Mike McMahon.
El cómic estaba inicialmente ambientado en una Australia posapocalíptica estilizada, a pesar de su gran influencia de la cultura pop británica contemporánea. Su protagonista Evita Buck conduce un escort rojo, que también es su hogar. Se encarga de realizar diferentes misiones para una nebulosa organización hasta que es declarada como «criminal» debido a sus inclinaciones sexuales y su abuso de drogas.
El cómic narra las peripecias de «Tank» junto a su novio, Booga, un canguro mutante, en un estilo que incorpora una gran influencia de la estética del movimiento punk. La protagonista suele mostrarse frecuentemente desorganizada, nihilista, absurda y psicodélica. La tira hace acopio también de técnicas como el collage, el cut-up, el monólogo interior y la metaficción, sin interesarse demasiado por construir un relato coherente o bajo las «normas estándar» de la narración de historietas.
Tuvo una adaptación cinematográfica del mismo título en 1995.

## Trayectoria editorial
En España, fue publicada en castellano por Ediciones La Cúpula, primero en su revista El Víbora (1991) y luego en su colección de tebeos monográficos Fuera de serie Comix (2001).